# Marsheaux
Marsheaux sind ein Synthie-Pop-Duo aus Thessaloniki, Griechenland, bestehend aus den Musikerinnen Marianthi Melitsi und Sophie Sarigiannidou. Beide zogen im Jahr 2000 nach Athen und gründeten die Gruppe, um ihre Vorliebe für elektronische Popmusik voranzutreiben. Der Name Marsheaux leitet sich aus den ersten beiden Silben der Namen der Bandmitglieder ab.

## Geschichte
Marsheaux erlangten mit ihrer Debütsingle, einer Coverversion von Gershon Kingsleys Popcorn nationale Beachtung in Griechenland. Die Single wurde weitverbreitet im griechischen und kontinentaleuropäischen Rundfunk gespielt. Mit ihren zwei Remixen für das In-Vox-Duett mit Andy Bell von Erasure, Will I Ever, erreichten sie 2004 weitere internationale Anerkennung.
Derzeit bei Undo Records unter Vertrag, veröffentlichten Marsheaux im Jahr 2004 ihr erstes Studioalbum Ebay Queen. Das Album spielt stark mit Marsheauxs selbsteingeräumter Beeinflussung durch The Human League, Orchestral Manoeuvres in the Dark und Depeche Mode. Schlüsselelement bei Marsheaux ist, dass beide Musikerinnen fast ausschließlich auf Englisch singen, was den Absatz im Vereinigten Königreich und den USA ermöglicht. Ebay Queen erhielt international wohlwollende Kritiken.
Beide Musikerinnen sind nicht nur Sängerinnen, sondern auch versierte Instrumentalistinnen am Synthesizer. Marianthi spielt microKORG, Minimoog, Roland SH101 und Yamaha CS01, Sophie spielt microKORG, Korg MS-10, Roland alpha-Juno2, Akai AX80 und Roland CR-78.
Im Dezember 2006 veröffentlichte Undo Records Marsheauxs zweites Album Peekaboo, das sich weltweit verkauft, hauptsächlich jedoch in Griechenland, den USA und dem Vereinigten Königreich. Electronically Yours bewertete es als Album des Jahres 2007.
2009 erschien das dritte Album Lumineux Noir. Es enthält einige deutlich dunklere Stücke als die vorherigen Alben und wurde vom Sonic Seducer mit der Musik von Chemical Brothers, Client und Ladytron verglichen.
Zusätzlich zu ihren Eigenkompositionen haben sich Marsheaux auf das Remixing und die Neufassung vorhandener Stücke von Künstlern wie Moby, Katy Perry, Kylie Minogue, Gwen Stefani usw. spezialisiert. Nachdem das Duo bereits, im Jahre 2005 mit New Life, eine Coverversion der zweiten Single von Depeche Mode produzierte, veröffentlichten die Musikerinnen, im Januar 2015 mit A Broken Frame, eine Neuinterpretation des gesamten gleichnamigen Albums der britischen Synthpop-Band. Von dem Album erschien im gleichen Jahr eine MP3-Fassung mit Maxi-Versionen aller Titel als An Extended Broken Frame; später kam eine Doppel-CD mit beiden Fassungen auf den Markt.
Beide Bandmitglieder haben regelmäßig Gastauftritte als DJs in Athen und inzwischen auch in anderen europäischen Städten.

## Diskografie

### Alben
- 2004: E-Bay Queen
- 2006: Peekaboo
- 2009: Lumineux Noir
- 2013: Inhale
- 2015: A Broken Frame
- 2016: Ath.Lon
- 2018: Our Girls on Films

### Kompilationen
- 2012: E-Bay Queen Is Dead
- 2020: Alternatives

### EPs
- 2017: Get the Balance Right

### Singles (Auswahl)
- 2004: Popcorn
- 2009: Breakthrough
- 2009: Exit
- 2009: Summer
- 2012: Eyes Without a Face
- 2013: To The End
- 2016: The Beginning of the End
- 2016: Now You Are Mine

### Remixe 2007
- Empire State Human – am 3. April 2007 als frei verfügbarer Download veröffentlichte Coverversion zu Ehren des 30-jährigen Bestehens von The Human League.
- Remix des Stückes A Dark City’s Night des deutschen Synthie-Pop-Duos Portash (aus dem Portash-Album Framed Lives).
- Remix des Stückes It’s Not Over der britischen Girlgroup Client.
- Remix des Stückes We Are Lovers der deutschen Synthie-Pop-Band Camouflage.
- 2 Remixe des Stückes Singles der griechischen Band Closer.

### Remixe 2008
- Remix von Perfect Girl der britischen Elektropop-Gruppe The Ultrasonics, veröffentlicht am 25. August 2008.
- Remix von Smile des schwedischen Elektropop-Duos Ashbury Heights.
- Remix von Mirrorball der britischen Elektropop-Gruppe Electrobelle.

### Remixe 2009
- Remix des Stückes Sharper Than A Knife des australischen Pop-Duos Parralox.
- Remix des Stückes Hot N Cold der amerikanischen Popsängerin Katy Perry.
- Remix des Stückes Medium Pleasure der amerikanischen Band Kid Moxie.
- Remix des Stückes Zo der griechischen Sängerin Dimitra Galani.